# 서부대꼬리박쥐
서부대꼬리박쥐 또는 서부칼집꼬리박쥐(Paremballonura tiavato)는 대꼬리박쥐과에 속하는 박쥐의 일종이다. 마다가스카르섬에서 발견된다.